# 馬丁·博伊爾
馬丁·博伊爾（英語：Martin Boyle；1993年4月25日—）是一位蘇格蘭足球運動員。在場上的位置是前鋒。現時效力於蘇超球隊喜伯年，曾效力於蒙杜斯、鄧迪等球隊。澳洲國家足球隊成員。

## 外部連結
- 足球数据库：馬丁·博伊爾的球员统计数据